# Élection présidentielle américaine de 2012 dans l'Ohio
 (juillet 2023).
L'élection présidentielle américaine de 2012 dans l'Ohio a lieu le 6 novembre 2012 comme dans les 49 autres États qui composent les États-Unis ainsi que le district de Columbia. Les électeurs choisissent des grands électeurs pour les représenter dans le collège électoral à travers un vote populaire. L'Ohio possède en 2012 18 grands électeurs. L'État donne l'ensemble de ses grands électeurs au candidat du Parti démocrate, le président sortant Barack Obama. 
Le candidat vainqueur de ce scrutin dans tout le pays sera également Obama, qui entamera un second mandat à la présidence des États-Unis le 20 janvier 2013. 